# Dionysia esfandiarii
Dionysia esfandiarii är en viveväxtart som beskrevs av Per Erland Berg Wendelbo. Dionysia esfandiarii ingår i släktet Dionysia och familjen viveväxter. Inga underarter finns listade i Catalogue of Life.

## Bilder

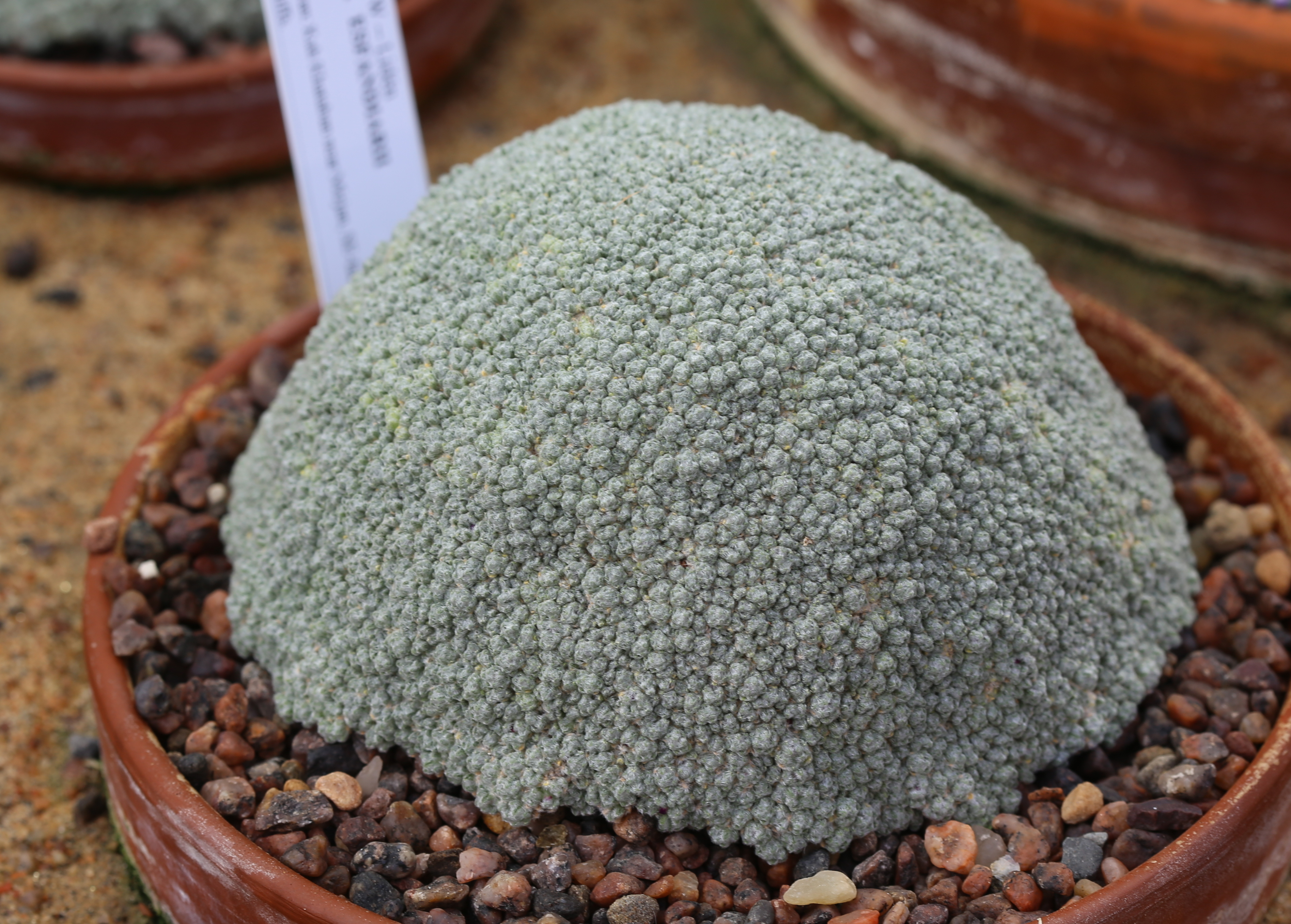
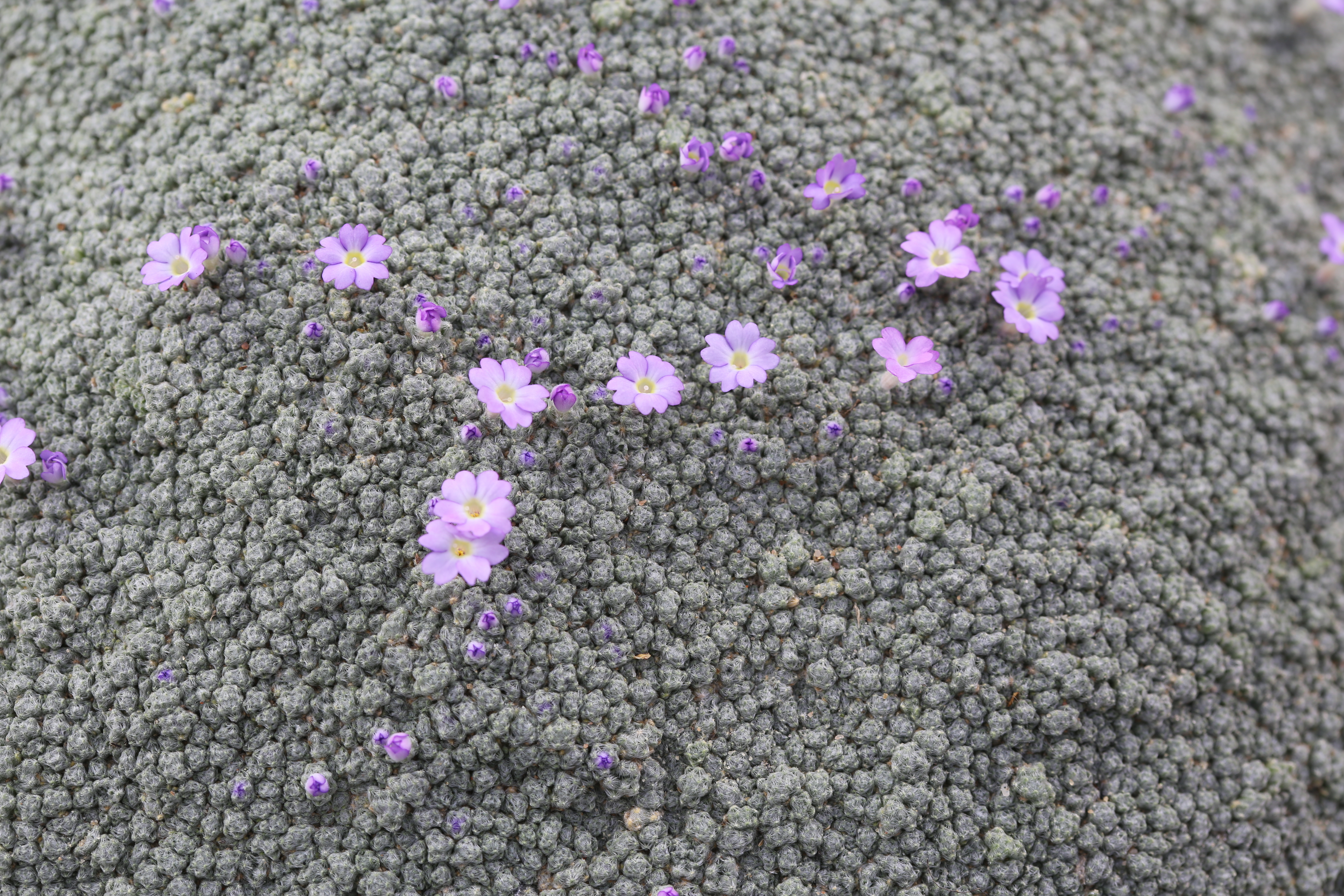